# Бараев, Владимир Владимирович
Влади́мир Влади́мирович Бара́ев (5 февраля 1933, село Молька, Усть-Удинский район, Восточно-Сибирский край, РСФСР, СССР — 13 января 2018, Москва, Россия) — советский и российский философ, писатель, журналист. Лауреат премий газеты «Литературная Россия» и Союза журналистов Москвы.

## Биография
Жил в Верхней Берёзовке (Улан-Удэ) и селе Ильинка Прибайкальского района. Учился в средней школе № 1 города Улан-Удэ.
После окончания философского факультета МГУ вернулся в Бурятию. Работал в газете «Молодежь Бурятии», журнале «Байкал». В 1959—1961 годах учился в аспирантуре МГУ. Работал спецкором в газете «Молодой целинник» (Целиноград), в журналах «Журналист», «Политическое самообразование», «Коммунист», «Буддизм», на Гостелерадио СССР. Был помощником депутата Госдумы РФ Сергея Босхолова.

## Профессиональная деятельность
Владимир Бараев — автор книг «Высоких мыслей достоянье» (о декабристе Михаиле Бестужеве), «Древо: декабристы и семейство Кандинских», «Посланцы Тенгри», «Альма-матер» (о МГУ), «Приходят и уходят корабли» (о целине), «Гонец Чингисхана» (об историческом прошлом народов Забайкалья и Монголии), «Улигер о детстве», многочисленных статей о религии, искусстве, истории; составитель родословных Бестужевых, Кандинских, Сабашниковых, Бараевых.
В 2008 году книга Владимира Бараева «Гонец Чингисхана» была включена в лонг-лист премии «Большая книга».

## Дополнительная информация
Владимир Бараев — многократный чемпион Бурятии, МГУ, Целинного края по метанию диска. Потомок шаманов.

Отец говорил, что наш род происходил из Монголии. Из-за какой-то вражды и гонений пятеро братьев бежали вниз по Селенге, обосновались возле Гусиного озера, но после гибели одного из них переправились через Байкал и обосновались на Ангаре. Незадолго перед смертью отец сказал мне, что его дед был шаманом. Именно это обстоятельство принесло ему много осложнений в жизни. Узнав, что шаманское звание передавалось по наследству, я понял, что мои пращуры могли бежать из Монголии из-за гонений со стороны лам. Но каких усилий стоила ламам эта победа, ведь немало притягательного и даже полезного было в обрядах шаманов, которые передавали и духовное богатство предков — традиции, сказания, эпосы, рецепты народной медицины, приемы охоты и рыбной ловли— 